# Zehra Çırak
Zehra Çırak (ur. 1960 w Stambule) – niemiecka poetka pochodzenia tureckiego.

## Życiorys
Urodziła się w 1960 roku w Stambule. Przeprowadziła się z rodziną do Niemiec w 1962 roku, od 1982 roku mieszka w Berlinie.

## Twórczość
Jest autorką tomików Flugfänger (1988); Vogel auf dem Rücken eines Elefanten: Gedichte (1991); Fremde Flügel auf eigener Schulter (1994) oraz Leibesübungen (2000). Jej twórczość nie została wydana w języku polskim. W swojej pracy Çırak porusza zróżnicowaną tematykę, m.in. poszukiwania tożsamości na styku dwóch kultur oraz problemów mniejszości. Pisze z perspektywy Turczynki drugiego pokolenia wychowanej w Niemczech, zwracając uwagę zarówno na sytuację polityczną, jak i wyzwania napotykane przez tureckiego kobiety w ich rodzinach. Poetka często posługuje się ironią oraz figlarnym językiem.

## Nagrody
Çırak została nagrodzona Adelbert von Chamisso Prize (1989, 2001) oraz Hölderlin Prize (1994).